# NGC 7374
NGC 7374 est une galaxie spirale située dans la constellation de Pégase. Cette galaxie a été découverte par l'astronome allemand Albert Marth en 1864. Sa vitesse par rapport au fond diffus cosmologique est de 6 722 ± 26 km/s, ce qui correspond à une distance de Hubble de 99,2 ± 7,0 Mpc (∼324 millions d'al).
NGC 7374 présente une large raie HI.
NGC 7374 et IC 1452 (LEDA 69675) forment une paire de galaxies. La distance de Hubble d'IC 1452 est de 101,98 ± 7,30 Mpc (∼333 millions d'al), une distance semblable à celle de NGC 7374. Il est donc probable que ces deux galaxies voisines sur la sphère céleste forment une paire réelle.